# Болотный валлаби
Болотный валлаби (лат. Wallabia bicolor) — вид австралийских сумчатых малого размера (около 80 см в высоту, длина хвоста около 65 см). Единственный из ныне живущих представителей рода Валлаби.

## Ареал
Распространён на востоке Квинсленда и Нового Южного Уэльса и юго-востоке Южной Австралии. Населяет влажные равнины с густой растительностью, мангровые заросли, встречается в открытых лесах и лесистой местности. Несмотря на своё устоявшееся название, болотный валлаби вовсе не предпочитает жить на болотах.

## Внешний вид
Длина тела у взрослых самцов достигает 85 см, у самок до 75 см. Взрослые особи достигают веса до 20 кг для самцов и до 15 кг для самок. Животное имеет длинный, густой мех, коричневого или тёмно-коричневого окраса, переходящий в почти чёрный на конечностях и хвосте.

## Образ жизни и питание
Ведёт ночной образ жизни. Передвигается тяжелыми прыжками на задних лапах, согнувшись и устремив голову вниз. В редких случаях передвигается на четырёх конечностях. Предпочитает исключительно растительную пищу. Рацион составляют в основном мягкие растения — трава и злаки, а также листья. Не брезгует урожаями с полей. Кроме этого поедает кору, игольчатые и некоторые ядовитые растения, непригодные для скота.

## Беременность и потомство
Продолжительность беременности составляет около 35—38 дней. Рождается обычно один детёныш, реже — двойня. Самки способны стабильно приносить потомство примерно каждые 8 месяцев. Интересен тот факт, что самка уже готова ко второму оплодотворению, в то время как в ней ещё развивается первый эмбрион. В последние 5—7 дней беременности самка уже готова к повторному спариванию. После второго спаривания самка несёт в себе развивающийся эмбрион и оплодотворенную яйцеклетку, которая будет находиться в состоянии диапаузы до тех пор, пока первый детёныш не покинет сумку. Полностью половозрелыми и самцы, и самки валлаби становятся в возрасте приблизительно 15 месяцев.

## Продолжительность жизни
В дикой природе средняя продолжительность жизни составляет около 15 лет.